# Aynalıhoca, Malazgirt
Aynalıhoca là một xã thuộc huyện Malazgirt, tỉnh Muş, Thổ Nhĩ Kỳ. Dân số thời điểm năm 2011 là 510 người.